# Through an Open Window
Through an Open Window est un court-métrage américain réalisé en 1993 par Eric Mendelsohn et présenté au Festival de Cannes en 1992 dans la section Un certain regard (UCR).

## Synopsis
En banlieue une femme d’âge moyen est hantée par un oiseau qu’elle croit être attaché dans sa maison. Elle s'enfuit apeurée et cherche de l’aide auprès de son voisinage. Mais celui-ci pense qu’elle n’a plus toute sa tête.

## Fiche technique
- Titre original : Through an Open Window
- Titre français : Through an open window
- Réalisateur : Eric Mendelsohn
- Scénario : Eric Mendelsohn
- Création des costumes : Suzanne McCabe
- Musique originale : Frank Lewin
- Distribution : Edie Falco
- Image : Jeffrey Seckendorf
- Montage : Joe Furey
- Producteur : Rocco Caruso
- Format : Noir et blanc – Mono
- Dates de sortie :  États-Unis : 1993
- Durée : 24 min

## Distribution
- F. Murray Abraham : le narrateur
- Frances Foster : Dianne
- Anne Meara : Madeline Jason
- Cynthia Nixon : Nancy Cooper